# Göksu
Göksu (cunoscut în trecut și sub numele de Saleph) este un fluviu ce se varsă în Marea Mediterană trecând prin provinciile turcești: Antalya, Konya, Karaman și Mersin. El are o lungime de 260 de km. Fluviul are două brațe, aproximativ egale ca lungime si care poară următoarele denumiri: brațul nordic se numește: Gökçay iar brațul sudic se numește Gökdere, ambele izvorând din munții Taurus. Aceste două brațe după ce trec de zona Karaman-Ermenek, în apropiere de nordul regiunii Mut se reunesc primind numele de Göksu, pentru ca mai apoi în apropiere de Tașugiu și Silifke să se verse în Marea Mediterană.
Delta fluviului este absolut spectaculoasă și prin varietate viețuitoarelor care trăiesc aici și amintesc aici în mod special broasta țestoasă caretta caretta și crabul albastru (Callinenectes sapidus).
Acest fluviu permite ca la 90 km nord de orașul Mut să se facă sporturi de apă precum rafting.
În Cruciada a treia, în apele acestui fluviu și-a găsit sfârșitul împăratul romano German Frederic I Barbarossa.